# Verona Marjanović
Verona Marjanović (ur. 1 lutego 1974 w Sarajewie) – bośniacka saneczkarka, uczestniczka igrzysk olimpijskich (1994).
W lutym 1994 roku wystąpiła na igrzyskach olimpijskich w Lillehammer. Wzięła udział w jednej konkurencji – jedynkach kobiet. W pierwszym ślizgu zajęła 21. miejsce, w trzech kolejnych ostatnie, 24. miejsce. Łącznie dało jej to przedostatnie, 23. miejsce. Spośród sklasyfikowanych zawodniczek wyprzedziła tylko Greczynkę Gretę Sebald, a do mistrzyni olimpijskiej – Włoszki Gerdy Weissensteiner – straciła 9,262 s.